# Cochlodina orthostoma
Cochlodina orthostoma е вид коремоного от семейство Clausiliidae.

## Разпространение
Видът е разпространен в Централна и Източна Европа. Среща се в Чехия, Словакия, Украйна и др.